# Mộc Lỵ
Mộc Lỵ là một phường thuộc thị xã Mộc Châu, tỉnh Sơn La, Việt Nam.

## Địa lý
Phường Mộc Lỵ nằm ở trung tâm thị xã Mộc Châu, có vị trí địa lý:
- Phía đông giáp phường Mộc Sơn
- Phía tây và phía nam giáp phường Mường Sang
- Phía bắc giáp xã Chiềng Hắc.

Phường Mộc Lỵ có diện tích 7,03 km², dân số năm 2023 là 8.546 người, mật độ dân số đạt 1.215 người/km².

## Hành chính
Phường Mộc Lỵ được chia thành 5 tổ dân phố: 1, 2, 3, 4, 5.

## Lịch sử
Ngày 14 tháng 11 năm 2024, Ủy ban Thường vụ Quốc hội ban hành Nghị quyết số 1280/NQ-UBTVQH15 về việc sắp xếp đơn vị hành chính cấp huyện, cấp xã của tỉnh Sơn La giai đoạn 2023 – 2025 (nghị quyết có hiệu lực từ ngày 1 tháng 2 năm 2025). Theo đó, thành lập phường Mộc Lỵ thuộc thị xã Mộc Châu trên cơ sở 7,03 km² diện tích tự nhiên và quy mô dân số là 8.546 người của thị trấn Mộc Châu.
Ngày 20 tháng 1 năm 2025, UBND tỉnh Sơn La ban hành Quyết định số 163/QĐ-UBND về việc:
- Chuyển tiểu khu 10 thành tổ dân phố 1.
- Chuyển tiểu khu 11 thành tổ dân phố 2.
- Chuyển tiểu khu 12 thành tổ dân phố 3.
- Chuyển tiểu khu 13 thành tổ dân phố 4.
- Chuyển tiểu khu 14 thành tổ dân phố 5.